# Kőbányai Porcelángyár
A Kőbányai Porcelángyár a Budapest X. kerületének egyik jelentős ipari szereplője volt. Ismertsége inkább a porcelán díszmű tárgyaknak köszönhető, de számtalan területen használták patikai, labor termékeit és műszaki porcelánjait, kerámiáit és az elektronikai alkatrészeket.

## Története

### A kezdetek
A Drasche téglagyár az 1838-as pesti árvízkatasztrófa miatt jött létre. Pest városa Aloys Miesbachot – Bécs melletti téglagyár tulajdonosát –  bízta meg egy téglagyár felállításával. 
Pest Székesfőváros  és Aloys Miesbach között 1838. június 9-én  köttetett meg a szerződés, mely szerint Pest szabad királyi város átenged egy 52 holdnyi területet a Rákosfolyó környékén. A törzsgyár, melyet ekkor alapítottak a Jászberényi úton különböző formában 1992-ig működött. A kőbányai gyár vezetését unokaöccsére, Drasche Henrikre bízta Miesbach. Henrik testvérét, Gusztávot is bevonta a vállalat irányításába. Miesbach halála után a Magyarországon lévő érdekeltséget Drasche Gusztáv irányította.
A Hitel Bank kezdeményezésére 1868. július 27-én megalakult a Kőszénbánya és Téglagyár Társulat Pesten Részvénytársaság. A Társaság megvásárolta a teljes Drasche érdekeltséget, első igazgatója Görgei Artúr volt, az adás-vételi szerződéseket ő írta alá.
1879-ig kizárólag téglát és tetőcserepet gyártottak, ekkor vezették be a keramit útburkoló gyártását.
1907-ben megvette a vállalat Őrley-féle téglagyárat, hogy a helyén fajansz- és porcelángyárat létesítsen.
1908-ban kezdték a fajansz és műszaki porcelán termékek gyártását.
1912-13-ban építették a porcelángyári "A" épületet. A "B" épületben a fajansz gyártás folyt.
A gyártott porcelán termékek: kis- és nagyfeszültségű szigetelő, szerelési anyagok (csigák,mennyezeti-rózsák,bevezetők, biztosítók, dugaszoló aljzatok, fiókgombok, fogantyúk), gyógyszerészeti edények, mozsarak. 
1936-ban újra indították az edény- és díszműgyártást.

### Drasche Porcelángyár NV
1948-ban Kőszénbánya és Téglagyár Társulatot államosították, és három téglagyárra, egy tűzállógyárra és egy porcelángyárra osztották. A leválasztott gyáregység, a Drasche Porcelángyár Nemzeti Vállalat 1949. január 01-ével kezdte meg működését az Ipari Minisztérium irányításával, minimális önállósággal. Csak ipari porcelánt gyártottak a továbbiakban.
1949-1950 a Nagybátony-Újlaki Egyesült Iparművek Óbudai Téglagyár telepén működő kerámia (nagyfrekvenciás) üzem átvétele és beköltöztetése a korábban megszüntetett edénygyártás helyére.  Az új porcelánnak  nevezett „illit porcelán” kifejlesztése, majd 1954-től ismét a kemény porcelán gyártására álltak vissza.

### Kőbányai Porcelángyár
1951. február 12-én a gyár Kőbányai Porcelángyár néven folytatta tovább jogutódként.
1963. július 01-vel az országban működő hét porcelángyárból az Építésügyi Minisztérium létrehozott egy nagyvállalatot: ÉM Finomkerámiaipari Országos Vállalat (FOV), központja a Tárna utca 4. sz. alatt volt (Kőbányán). Később kiegészült az újonnan alapított Alföldi Porcelángyárral.
1968.január 01-el a vállalat neve  Finomkerámiaipari Művek (FIM) lett. A FIM-be tartozó vállalatok: Alföldi Porcelángyár, Budapesti Porcelángyár, Gránit Csiszolókorong és Kőedénygyár, Herendi Porcelángyár, Hollóházi Porcelángyár, Kőbányai Porcelángyár, Pécsi Porcelángyár, Romhányi Építési Kerámiagyár, Városlődi Majolikagyár, Hódmezővásárhelyi Majolikagyár, Kalocsai Porcelánfestő Üzem. A gyárak önállósága megszűnt, a vállalat élén vezérigazgató állt, ő rendelkezett hatáskörrel.
Fejlesztés, termelés
1951-ben a porcelángyár részére külön laboratóriumot építettek (ez lett később a termisztor üzem), mivel a régi nagy labor a szétváláskor tűzállóanyag-gyárhoz került.
1953 a híradástechnikai üzemrészleg átköltözött egy nagyobb épületbe.
1954. Az üresen maradt edénygyári helyiségekben megkezdték a porcelán edény és díszmű gyártást. Sajnos a régi Drasche gyár formáit megsemmisítették az államosításkor, de a gyár tervezői az új design-nal nagyon sok gyönyörű, művészi alkotást hoztak létre. Megkezdték a kerámia kondenzátorcsövek gyártását.
1957. A központi telephelyen megkezdték a lágymágneses ferrit termékek és a trimmer kondenzátorok gyártását.
1958.  Saját fejlesztéssel megjelent a Novál-csőfoglalat gyártás.
1961. A központi telephelyen új kondenzátorszerelő csarnokot létesítettek.
1963. A gyár átvette az Egyesült Izzó Rt-től a kerámia félvezetők (termisztorok) gyártását.
1964. A fólia-kondenzátor gyártáshoz műhelyt hoztak létre. Befejeződött a szitanyomásos ezüstfegyverzet felvételi technológiájának kidolgozása. Megtörtént a mikromodul lapkák, a miniatűr tárcsás trimmer és az új csavaros trimmer kondenzátorok nagyüzemi bevezetése. A Kontakta-gyár aluminiumoxidos kerámiaüzemét átvette a gyár.
1967.  befejeződtek a PTK-ellenállások kutatási munkái.
1969. január 01-től profiltisztás miatt a Kőbányai Porcelángyárban csak ipari porcelán gyártása zajlott.   Az edény és figurák gyártása átkerült a Hollóházi Porcelángyárhoz  a Kőbányai Porcelángyár X. Liget utcai telephelyével  és a gyártáshoz tartozó gyártó formáival, a művészekkel, dolgozókkal együtt.
1969. Porlasztva szárító berendezés beruházása.
1971. Széntüzelésű, szakaszos üzemű kerek kemencék kiváltása földgáztüzelésű, folyamatos üzemű alagút kemencékkel.
1972. Ferrit-félvezető program.
1973-74.  Fólia-monolit kondenzátor program.
1977. Kiskapacitású egy – és többrétegű chip-kondenzátorok prototípusait kifejlesztették.
1978. Magas hőmérsékletű speciális kemence (BICKLEY) kiépítése, 1800 C fok feletti égetést tett lehetővé.
1981. Riedhammer körpályás alagútkemence a kondenzátorok égetésére.

### KŐPORC Elektronikai Alkatrész és Műszaki Kerámiagyártó Vállalat
1982.július 01-től  a FIM nagyvállalat gyárai önálló vállalatként folytatták működésüket, így a Kőbányai Porcelángyár a továbbiakban  KŐPORC Elektronikai Alkatrész és Műszaki Kerámiagyártó Vállalat néven folytatta az ipari kerámiák gyártását. A FIM terheit megörökölték az önállósult gyárak.
A vállalat privatizációja 1991-ben lezárult, a francia vevő nem folytatta a termelést, megkezdődött a felszámolás 1994-02-03, és vége:2014-07-28. A gyár termékeinek nem volt piaca, ezért is lett a privatizáció vesztese a Kőbányai Porcelángyár.

## Telepek (központi gyártelepen kívül)
"Solus" X. kerület Liget utcai Telep -
1954 végén került a Kőbányai Porcelángyárhoz. Itt sajtolt műszaki porcelán szerelési anyagokat, kordierit és pirolit hőtechnikai kerámiákat, majd 1964-től díszmű gyártást és a törzsgyárban gyártott fehéredény festését, dekor égetését végezték. 1969-ben a Hollóházi Porcelángyárnak adták át a díszmű gyártással együtt. A sajtolt és a hőtechnikai termékek gyártását a törzsgyárban a porcelán gyáregységben folytatták.
Balassagyarmat gyáregység (Balassagyarmat, Pozsonyi u. 30.) -
1960-ban vették át a betonüzemet és még ebben az évben kondenzátor szerelő részleget hoztak létre.
Nógrádverőcei telep (Verőcemaros, Magyarkúti u. 1) -
1969-ben a FIM-en belüli átszervezéssel került a gyárhoz. Itt laboratóriumi porcelánokat készítettek, később kondenzátorok szerelése is folyt.
Boldogi telep ("Béke" MGTSZ) -
1973-ban indult és ferrit termékek, monolit kondenzátorok szerelési munkáit végezték.
Bernecebaráti telep (Széchenyi utca 27/b) -
1973-tól trimmer kondenzátorok szerelési munkáját végezték itt.
Debreceni gyáregység (Vágóhíd u. 7.) -
Itt gyártott termékek: sajtolt kisfeszültségű műszaki porcelán szigetelők, vegyipari porcelán termékek, laborporcelán termékek, falburkolólap, termisztor.

## Termékek

### Műszaki porcelánok
kis és középfeszültségű szigetelők, izzó foglalatok, armatúrák, szigetelőgyöngyök, csövek, gyűrűk, fűtőbetétek

### Laboratóriumi, patikai eszközök
tároló, mérőedények, dörzsmozsár, dörzstál, lepárlótál, izzítótégely, ekszikkátor betét

### Elektronikai alkatrészek
kondenzátorok, ferritek, varisztorok, NTK és PTK termisztorok, Hg-gőzlámpa gyújtóellenállás, piezók stb

### Edény és  díszműáru termékek
Bár a gyártás 20 %-át sem érte el az edény és díszmű áru, mégis sokak számára a Kőbányai porcelánt ez jelenti! A figurák,  dísztárgyak,  teás és kávés készletek, csészék, bögrék, tányérok, tálak nagy népszerűségnek örvendtek kedvező áruk és igényes megjelenésük miatt.
Edény és díszmű gyártás az össz. gyártáshoz képest (tömeg alapján)
- 1948-1953	0,0%,
- 1954		7,8%,
- 1955		17,9%,
- 1956		14,9%,
- 1957		16,5%,
- 1958		13,6%,
- 1959		11,2%,
- 1960		9,0%,
- 1961		15,7%,
- 1962		18,1%,
- 1963		12,4%,
- 1964		6,4%,
- 1965		0,6%,
- 1966		0,5%,
- 1967		0,5%,
- 1968		0,3%,
- 1969-1994	0,0%

A formatervezésben keramikus és szobrász művészek vettek részt. A festést ügyes kezű gyári munkások végezték.  A teljesség igénye nélkül néhány tervezőművész bemutatása, akik a Kőbányai Porcelángyár meghatározó művészei voltak.
Balogh Béla Füzesabonyban született 1912-ben. Az Iparművészeti Főiskolán végezte tanulmányait, és 1937-ben szerzett oklevelet. 1945-ig a Herendi Porcelángyárban dolgozott modellkészítő és szobrászként, majd tervező iparművészként 1956-tól a Kőbányai Porcelángyárban tevékenykedett.  Az átszervezés után nyugdíjazásáig a Hollóházi Porcelángyár Liget utcai telephelyén dolgozott. Alkotásaival elnyerte az „Év legszebb terméke” elismerést az Iparművészeti Tanácstól, több kiállításon vett részt műveivel.
Dr. Jakab Zoltánné Seregély Márta 1935-ben Szombathelyen született. Az Iparművészeti Főiskolán végezte tanulmányait, és 1958-ban szerzett oklevelet. A Herendi porcelángyár tervezője volt, majd a Kőbányai Porcelángyárban dolgozott, az átszervezés után pedig a Hollóházi Porcelángyárban 1990-ig. Kisplasztikai zsánerfigurái többnyire kevés máz alatti festéssel és színes massza kombinációval készültek. Több hazai és nemzetközi kiállításon vett részt alkotásaival, számos díjat nyert.
Némethné Szonntag Éva 1934-ben született Budapesten. Az Iparművészeti Főiskolán végezte tanulmányait, és 1957-ben szerzett oklevelet. A Kőbányai Porcelángyárban dolgozott, az átszervezés után pedig a Hollóházi Porcelángyárban tervező iparművészként. A kisplasztikák körében fehér és festett porcelán női alakok sorozatát tervezte. A Party-set étkészlete faenzai díjnyertes, a kobaltkék geometrikus motívumokkal dekorált fehér porcelán edényeket fa tálakkal s fedőkkel társítja. Több hazai és nemzetközi pályázaton kapott elismerő oklevelet, díjat. Többek között az „Év legszebb terméke”, Nemzetközi Kerámia Pályázaton aranyérmet nyert.
Ősz Szabó Antónia 1938-ban született Budapesten. Az Iparművészeti Főiskolán végezte tanulmányait, és 1961-ben szerzett oklevelet. A Kőbányai Porcelángyárban dolgozott, itt kezdte pályafutását gyakornokként. Az átszervezés után a Hollóházi Porcelángyár Liget utcai telephelyén majd a Fővárosi Kézműipari Vállalat Aquincumi Porcelángyárának tervezője, majd vezető tervezője lett. Több hazai és nemzetközi pályázaton kapott elismerő oklevelet, díjat. Többek között a Kisplasztikai Pályázaton, az Amphora pályázaton.
Torma Istvánné Viglási Mária 1935-ben született Vecsésen. Az Iparművészeti Főiskolán végezte tanulmányait, és 1958-ban szerzett oklevelet. Először a Herendi Porcelángyárban, majd 1961-től a Kőbányai Porcelángyárban dolgozott, az átszervezés után pedig a Hollóházi Porcelángyárban tervező iparművész 1991-ig. Edénykészleteket – kiemelkedik a Varia étkészlet -, porcelán dísztárgyakat tervez gyári tervezőként. Több hazai és nemzetközi pályázaton kapott elismerő oklevelet, díjat. Többek között az Országos Kerámia Biennálén, az Iparművészeti Tanács pályázatán, Amphora pályázaton, a Nemzetközi Kerámia Pályázat Kiállításán Olaszországban, 1990-ben Munkácsy-díjat kapott.
Veress Miklós keramikus művész 1929-ben született Mezőtúron.  Az Iparművészeti Főiskolán végezte tanulmányait, és 1956-ban szerzett oklevelet.  Pályáját a Kőbányai Porcelángyárban művészeti vezetőként kezdte, majd a Finomkerámiaipari Művek művészeti vezetőjeként dolgozott közel tíz éven át. 1966-tól 1990-ig – nyugdíjba vonulásáig – a Hollóházi Porcelángyár tervezője volt, majd önállóan dolgozott. Több hazai és nemzetközi díjat és elismerést kapott, többek között az „Év legszebb terméke”, miniszteri dicséret, Kisplasztikai pályázat, Amphora pályázat első díj, 1988-ban Izsó Miklós-díj,1994-ben Ferenczy Noémi-díj. Önálló kiállítása volt Mezőtúron, az Iparművészeti Múzeumban életmű kiállítás, Hollóházi Múzeum gyűjteményes kiállítás.

## Képgaléria, jelzések

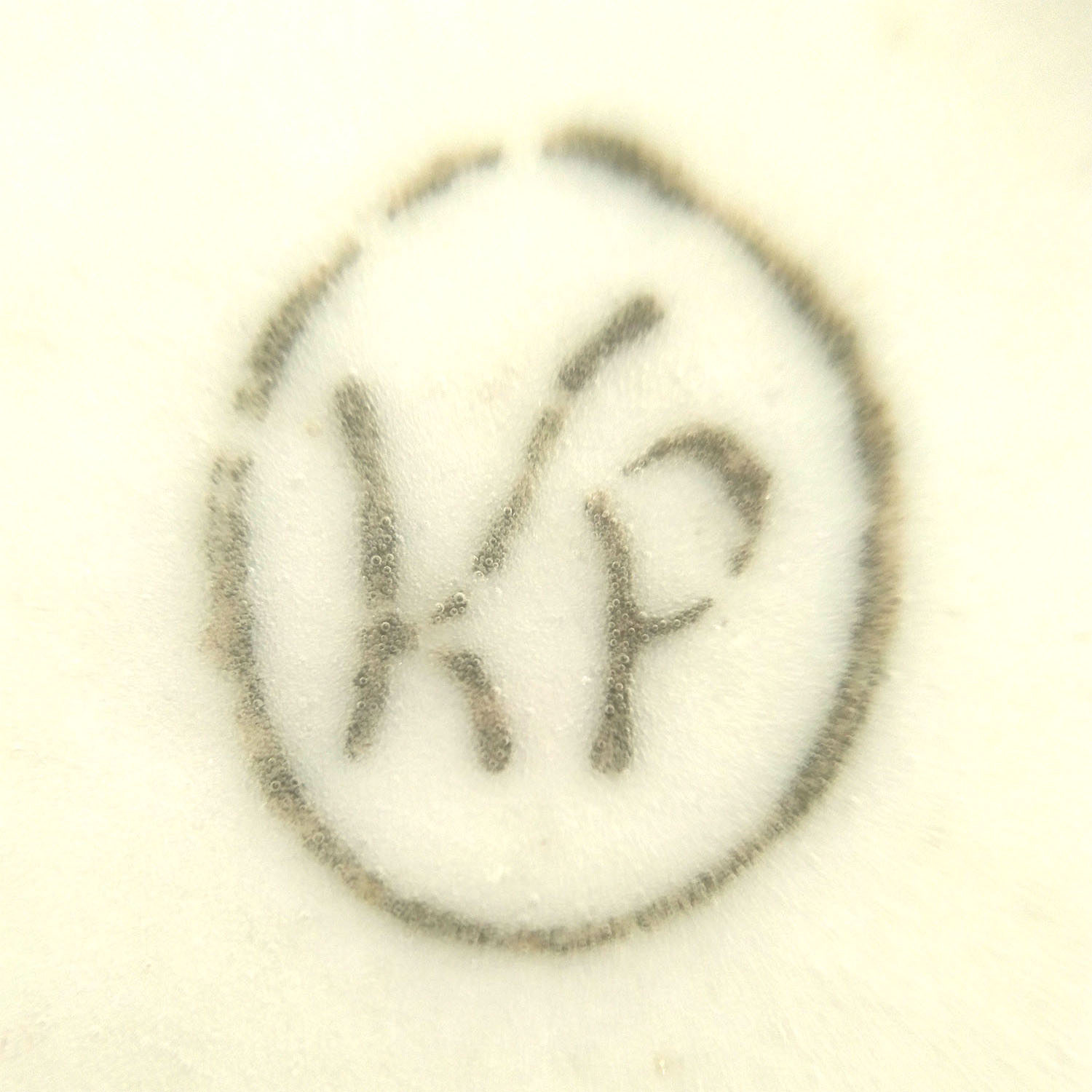
Kőbányai Porcelángyár máz alatti KP jelzés díszmű- és edényárun
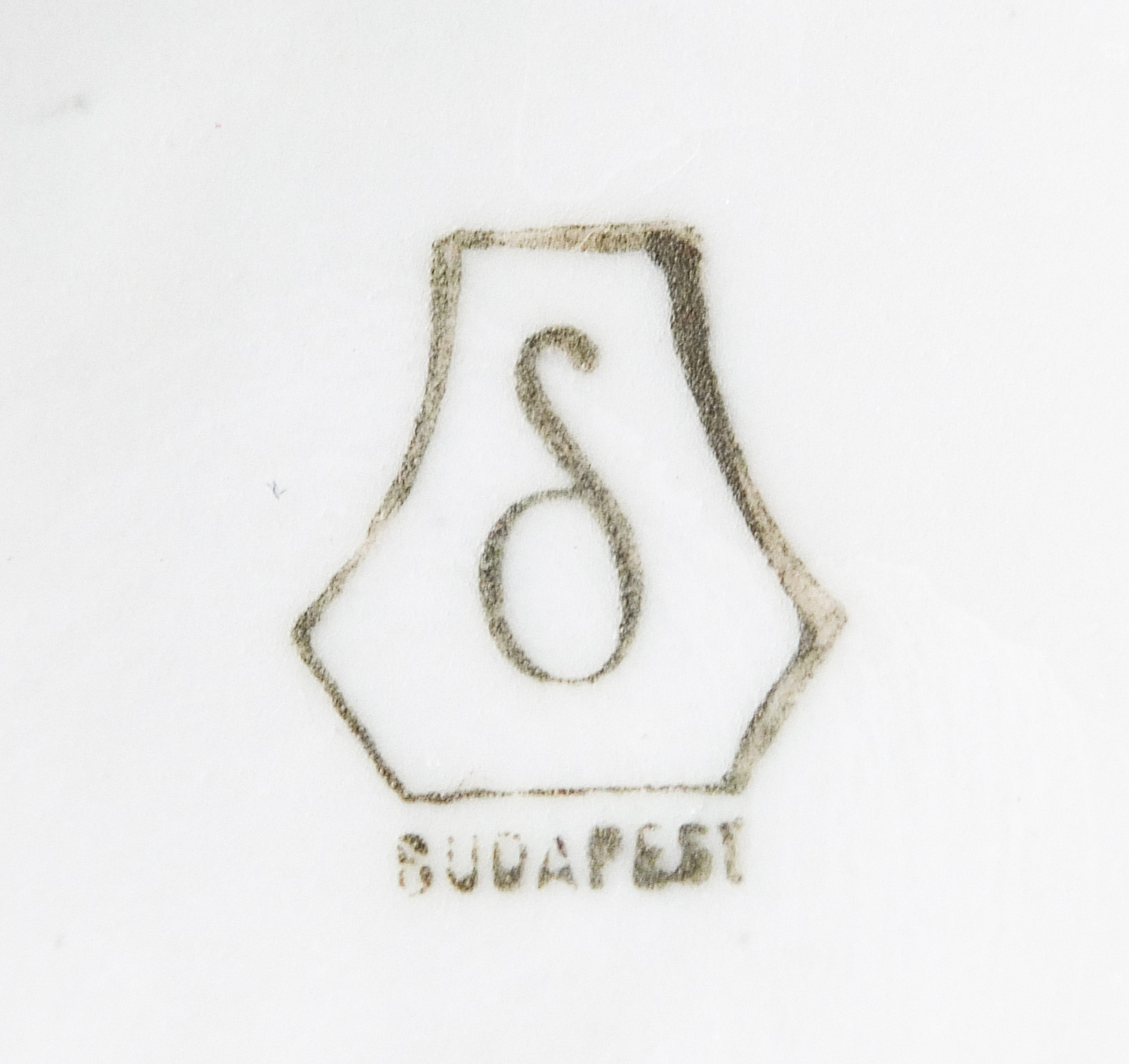
Kis görög delta betű edény szerű keretben ,Kőbányai Porcelángyár máz alatti jelzése díszmű- és edényárun 1955-1969
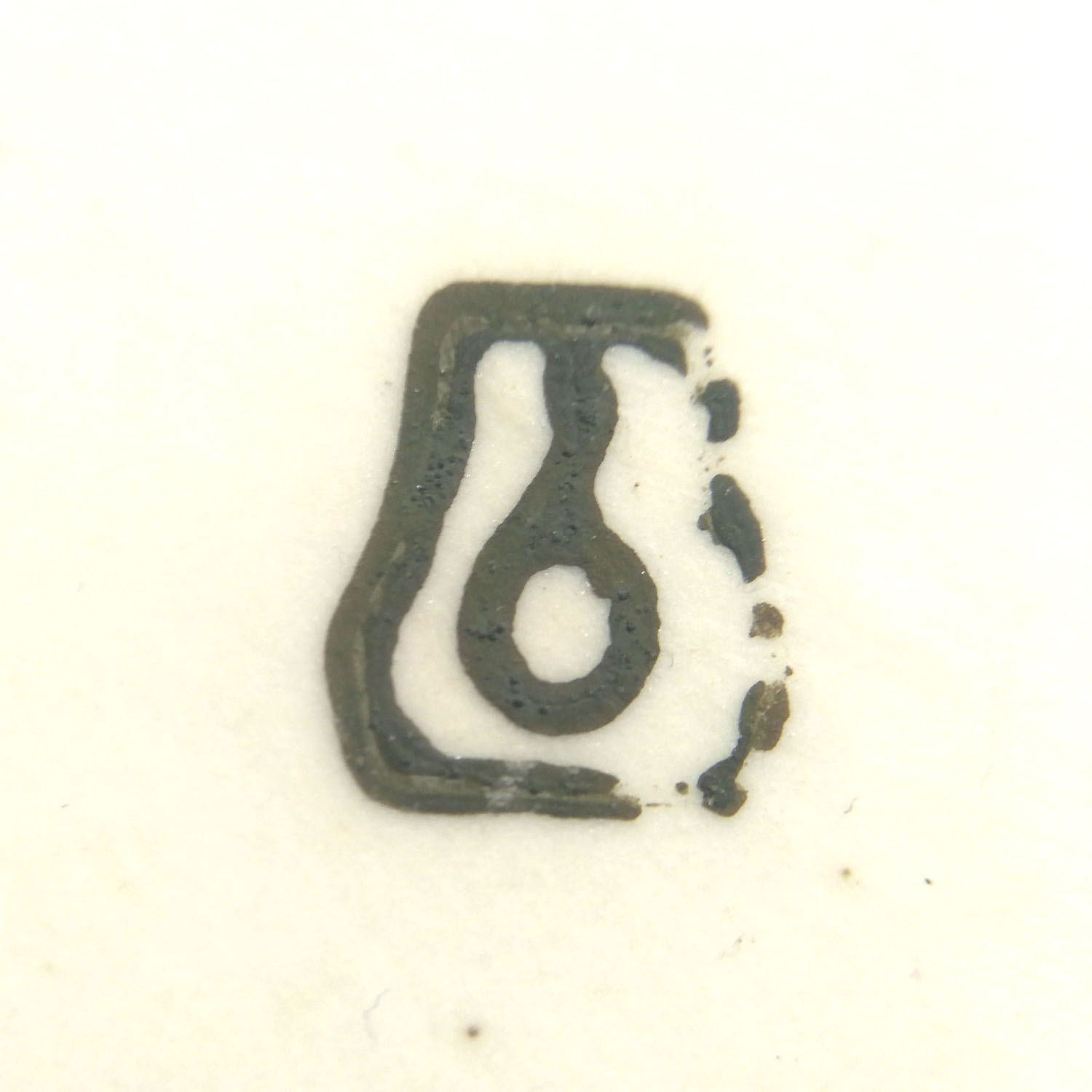
Kőbányai Porcelángyár / KŐPORC Elektronikai Alkatrész és Műszaki Kerámiagyártó Vállalat máz feletti tükrözött(rontott) jelzés
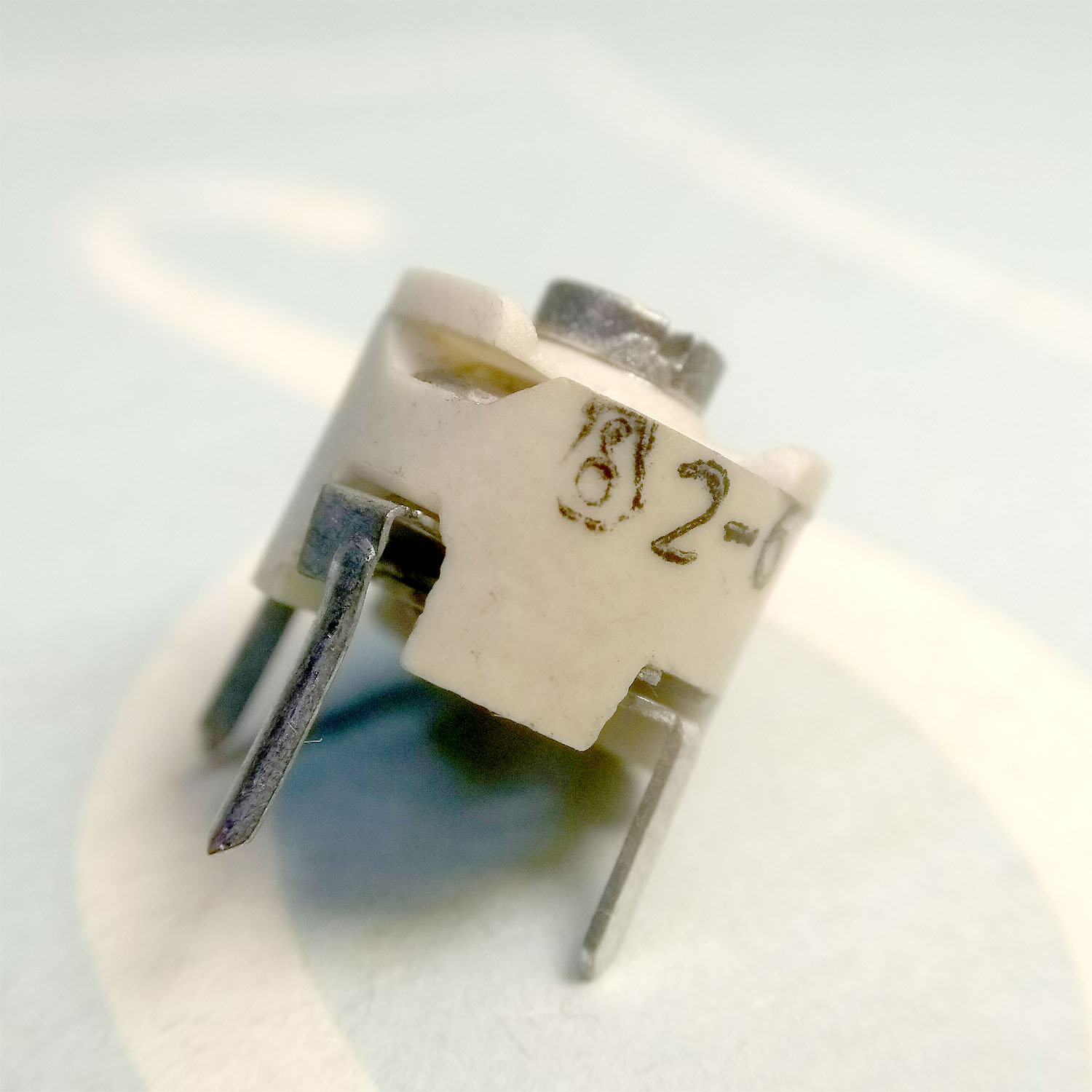
Kőporc Trimmer kondenzátor
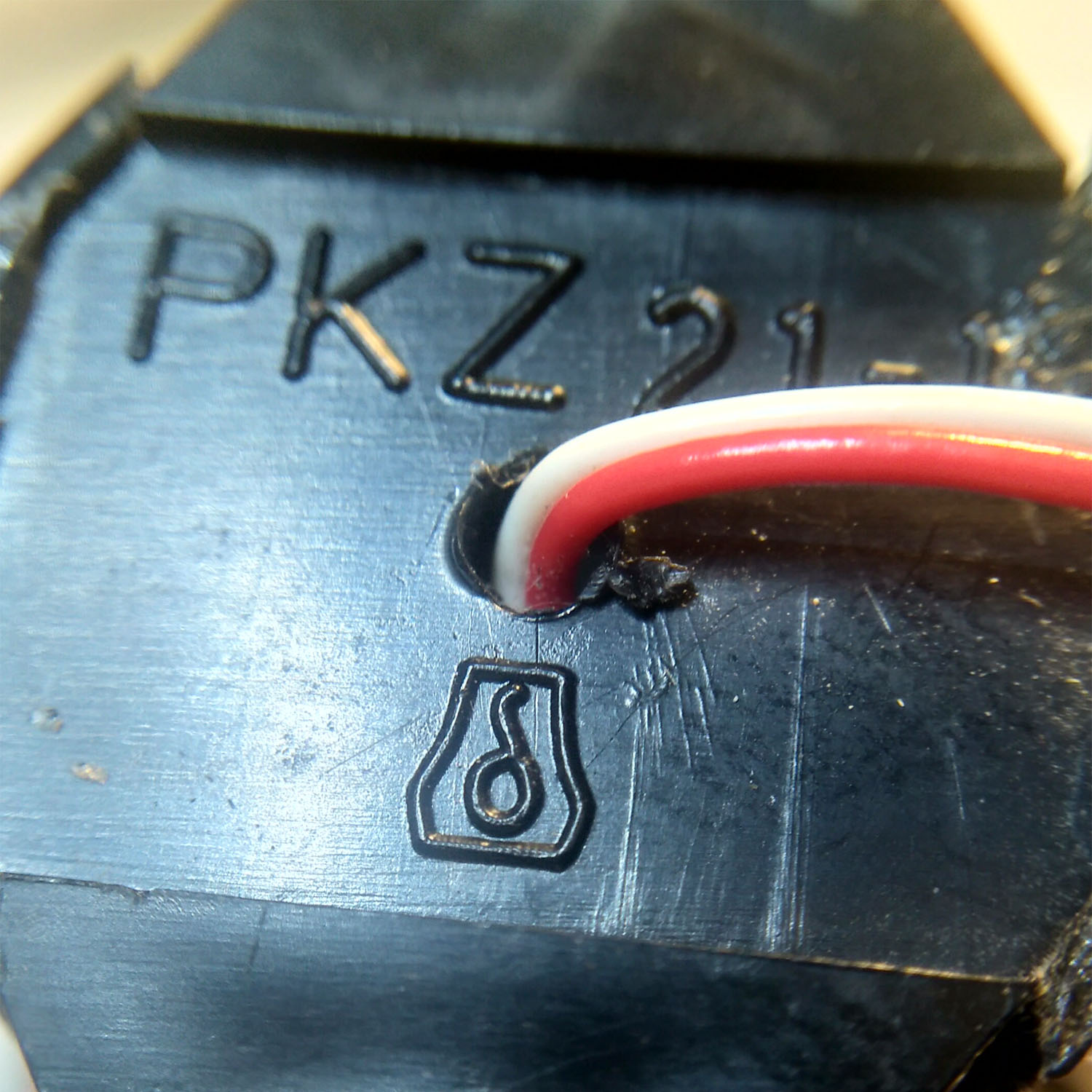
Kőporc PKZ 26-13 zümmögőn a jelzés
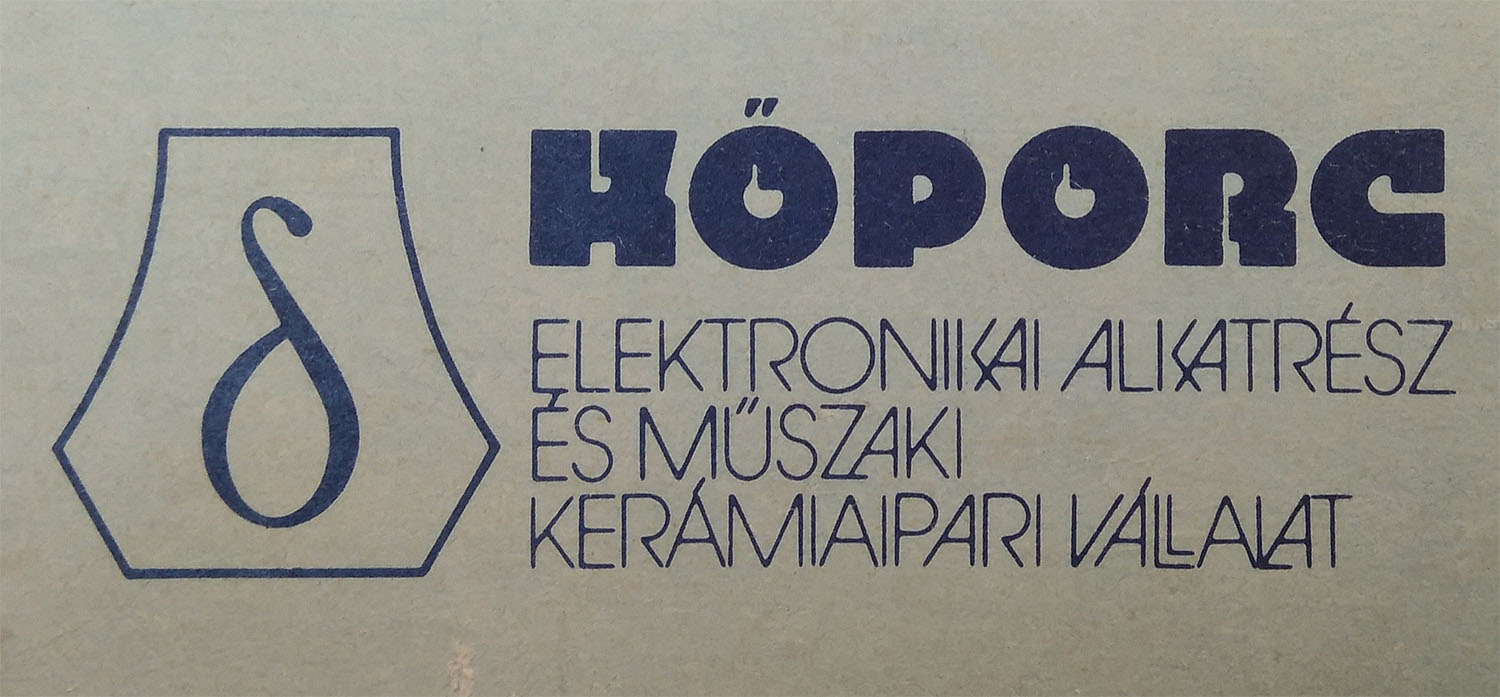
KŐPORC Elektronikai Alkatrész és Műszaki Kerámiagyártó Vállalat nyomdai megjelenítése 1982

## Tervezők
Veress Miklós,
Zumpfe Klára, 
Torma Istvánné (született Viglási Mária), 
Jakabné Seregély Márta,  
Ősz Szabó Antónia,  
Dabóczi Mihály, 
Némethné Szonntag Éva, 
Balogh Béla, 
Demjén Imre, 
Őry Ferenc,  
Horváth Viktorné